# Benito Carbone
Benito Carbone, född den 14 augusti 1971 är en italiensk före detta fotbollsspelare som spelade som anfallare.

## Karriär
Carbone hade sina största framgångar perioden 1993-2004 då han spelade för bland annat Torino, Napoli, Inter, Sheffield Wednesday, Aston Villa, Bradford, Derby, Middlesbrough, Como och Parma i Serie A och Premier League. Hans bästa period var i Sheffield Wednesday, där han gjorde 25 mål på 96 ligamatcher. Han lämnade dock klubben 1999 efter att inte ha kommit överens med klubbledningen om ett nytt kontrakt.. Trots att han fick spela för ett flertal storklubbar så blev Carbone aldrig uttagen till det italienska landslaget. Hans målfacit i Napoli och Inter var under förväntad standard, och efter det fick han aldrig chansen att spela för en stor italiensk klubb tills en kort sejour i Parma 2003-2004.
Den 15 maj 2014 meddelade Leeds United att de anlitat Benito Carbone som konsult. Han kommer att ha en operativ roll inom teknik och fotbollsfrågor.